# SGRAM

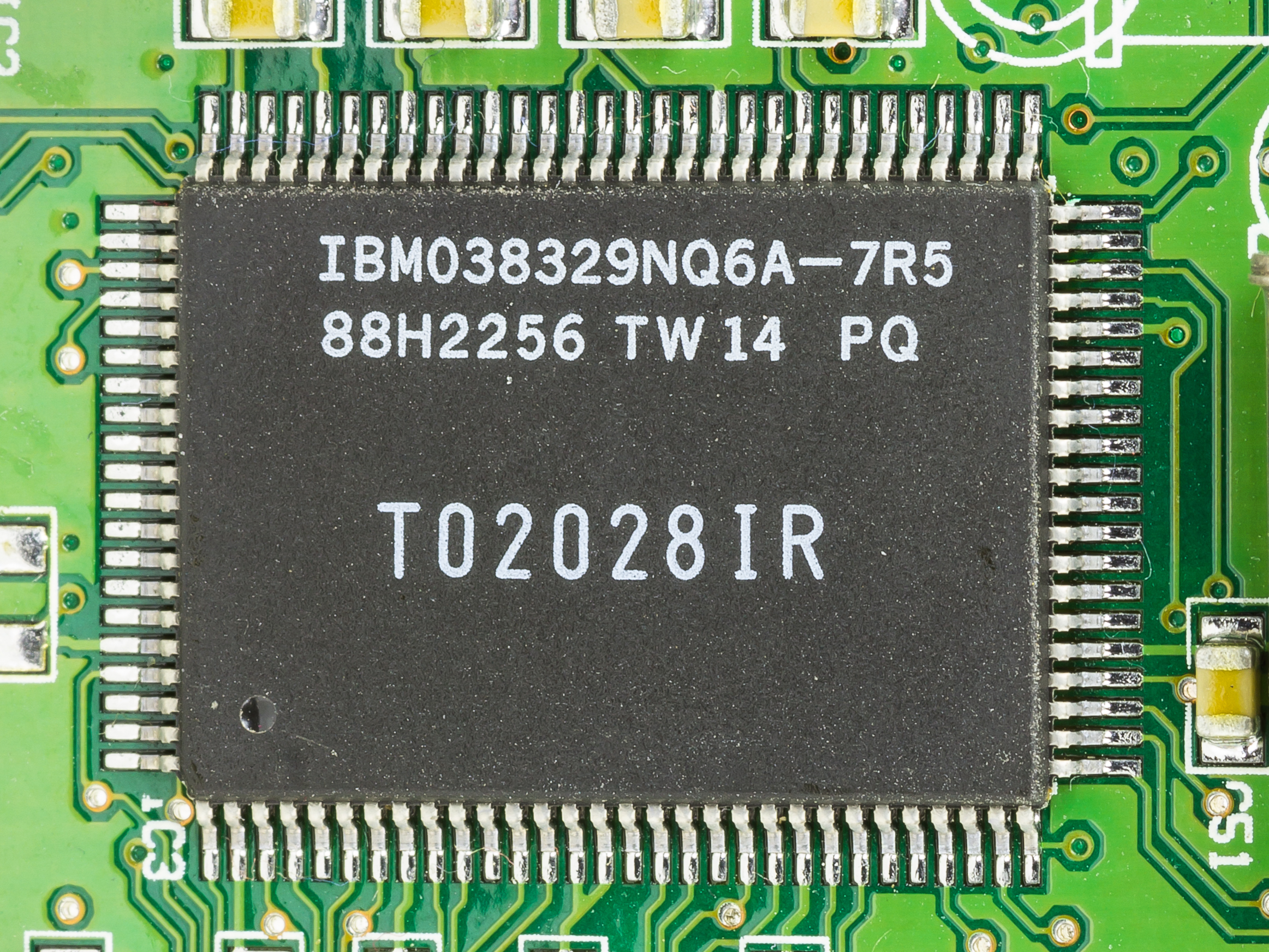
SGRAM (IBM)

SGRAM（synchronous graphics random-access memory）是有一个同步接口的动态随机存取内存，即DRAM的一种。它专门为显卡设计，通常是作为一种图形读写能力较强的显存使用。其本质是由SDRAM改良而成。和一般的SDRAM不同的是，其读取是以“块”（Block）为单位，从而明显减少了读写次数，提高图形控制器效率。SGRAM也分为SGRAM和DDR SGRAM两种。和普通SDRAM的双边引脚TSOP封装区别是，SGRAM通常采用四边引脚的封装方式。